# 続豊治
続 豊治（つづき とよじ、寛政10年（1798年）3月 - 明治13年（1880年）3月29日）は、日本の船大工。独自の調査を基に初期の西洋式帆船「箱館丸」を建造した。福士成豊は次男。

## 来歴
豊治の親は南部川内村（現・青森県むつ市）の出で、松前に移住、そこで豊治が生まれた。出生前に父が死亡していたために2歳で船大工続五郎治の養子となり、6歳の時に養父母と箱館に移住する。
14歳から大工町の船大工・藤山勘八に弟子入りする。その技量が評価され、18歳で高田屋造船場の船工として働く。25歳の時、養父続五郎治の三女カナと結婚。30歳で船工組頭になる。天保元年35歳の時、主人・高田屋金兵衛（嘉兵衛の弟）に従い江戸、大阪、京都、日光等の名勝旧跡を旅行、神社仏閣の彫刻、上方細工、造船などの技術を学ぶ。
ところが、天保4年（1833年）、高田屋の没落により造船場は閉鎖される。これを期に船大工を辞め、仏壇師となる。
その20年後の安政元年（1854年）、ペリー艦隊が箱館に来航。この時、次男卯之吉と共に「黒船」を観察するため磯船で近づくが、監視の役人に発見され投獄される。しかし、その情熱が箱館奉行堀利煕に認められ、異国船応接方従僕という身分でアメリカ艦隊に自由に出入りできる身分を与えられる。
翌安政2年（1855年）には洋船の様式を取り入れた和洋折衷のボートを2隻建造する。この功績により船大工頭取に任ぜられ、「箱館丸」の建造に着手する。安政4年（1857年）7月に竣工した「箱館丸」は、西洋式帆船であるスクーナー（スクーネル）で、進水式には箱館奉行・堀利煕が出席した。堀は「箱館丸」に乗って無事に江戸へ帰ることができ、この功により安政5年（1858年）、箱館御用船大工棟梁に任命される。続けて、改良型の「亀田丸」と和洋折衷型の「豊治丸」も建造した。明治8年（1875年）、開拓使が西洋型船建造を奨励する方針を打ち出したことから、豊治は再び西洋型帆船建造に取り組み、明治13年（1880年）に死去するまでの4年間に大小各種のスクーナー12隻を造った。
その苦心談は昭和17年（1942年）、東京歌舞伎座で「洋船事始」として上演された。
豊治は、その功績から北海道開拓神社に祭神として祀られている。大正13年（1924年）、従五位を追贈された。

### 箱館丸

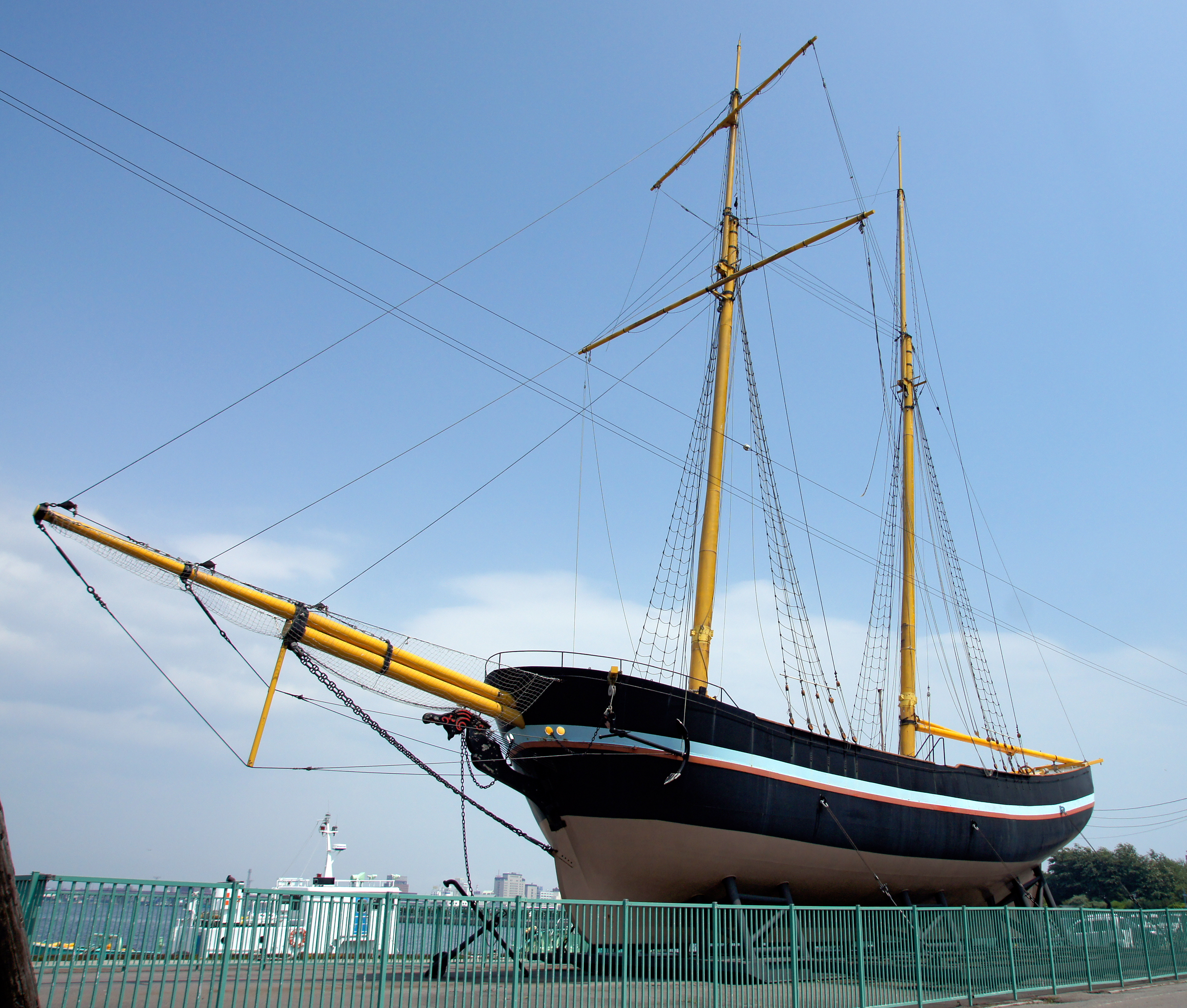
箱館丸復元船（1988年建造、函館港西埠頭）

豊治の造った「箱館丸」は昭和63年（1988年）に復元され、函館市大町の西埠頭に展示されている。これは、同年の青函トンネル開通記念博覧会にあわせたものだが、博覧会の後に豊治の子孫が復元船を買い上げ、函館市に寄贈した。